# Rachel Bendayan
Pour les articles homonymes, voir Bendayan.
Rachel Bendayan, née le 10 mai 1980 à Montréal, est une avocate et une femme politique canadienne du Québec. Membre du Parti libéral du Canada, elle est élue députée pour la première fois lors d'une élection partielle le 25 février 2019 dans la circonscription électorale d'Outremont.
Elle est auparavant candidate aux élections fédérales de 2015, défaite par Thomas Mulcair. Elle travaille ensuite en tant que cheffe de cabinet pour la ministre de la Petite Entreprise et du Tourisme.
Elle est ministre fédérale des langues officielles à partir du 20 décembre 2024, puis ministre de l’Immigration, des Réfugiés et de la Citoyenneté du 14 mars 2025 au 13 mai 2025.

## Biographie
Issue d'une famille juive d'origine marocaine, Rachel Bendayan fait des études de droit à l'Université McGill et devient avocate en 2007, se spécialisant dans le litige commercial et l'arbitrage international. Elle a été employée par le cabinet Norton Rose Fulbright et enseigne également à la faculté de droit de l'Université de Montréal.
Membre du Parti libéral du Canada, elle est candidate une première fois à Outremont lors des élections fédérales de 2015, affrontant Thomas Mulcair, le chef de l'opposition officielle. Elle termine deuxième avec 33,4 % des suffrages. Elle devient ensuite cheffe de cabinet de Bardish Chagger, ministre de la Petite Entreprise et du Tourisme.
À la suite du départ de la vie politique de Thomas Mulcair en juin 2018, Rachel Bendayan annonce son souhaite d'être à nouveau candidate pour les Libéraux lors de l'élection partielle qui suivra. Elle est désignée candidate face à l'enseignante et militante Kim Manning en décembre 2018 après un vote des adhérents de la circonscription. Les élections sont finalement déclenchées pour avoir lieu le 25 février, date à laquelle elle devient députée en remportant la circonscription avec 40,4 % des suffrages, devançant de 2 161 voix sa plus proche adversaire, la néodémocrate Julia Sánchez (26,1 %).
Elle est réélue aux élections fédérales de 2019, récoltant 46,2 % des voix et devançant sa plus proche adversaire de 10 829 voix. Le 12 décembre 2019, elle est nommée secrétaire parlementaire de la ministre de la Petite Entreprise, de la Promotion des exportations et du Commerce international, Mary Ng, par le premier ministre Justin Trudeau. Elle quitte cette fonction en août 2021.
Elle est réélue lors des élections fédérales de 2021 avec 45,4 % des voix.
Le 20 décembre 2024, elle est nommée par Justin Trudeau au poste de ministre des langues officielles et de ministre associée de la Sécurité publique, auprès du ministre David McGuinty.
Le 14 mars 2025, elle devient ministre de l'Immigration, des Réfugiés et de la Citoyenneté dans le gouvernement de Mark Carney.